# Battaglia di San Lorenzo de la Muga
La battaglia di San Lorenzo de la Muga (detta anche battaglia della Sierra Nera) fu combattuta tra il 17 e il 20 novembre 1794. Si concluse con la netta vittoria francese nonostante la pesante inferiorità numerica, durante lo scontro il generale francese Dugommier perse la vita.
In questa battaglia morì il comandante dell'armata spagnola Luis Firmin de Carvajal.